# Dacus pseudapostata
Dacus pseudapostata är en tvåvingeart som beskrevs av White och Goodger 2009. Dacus pseudapostata ingår i släktet Dacus och familjen borrflugor.
Artens utbredningsområde är Kamerun. Inga underarter finns listade i Catalogue of Life.